# Dragon Khan

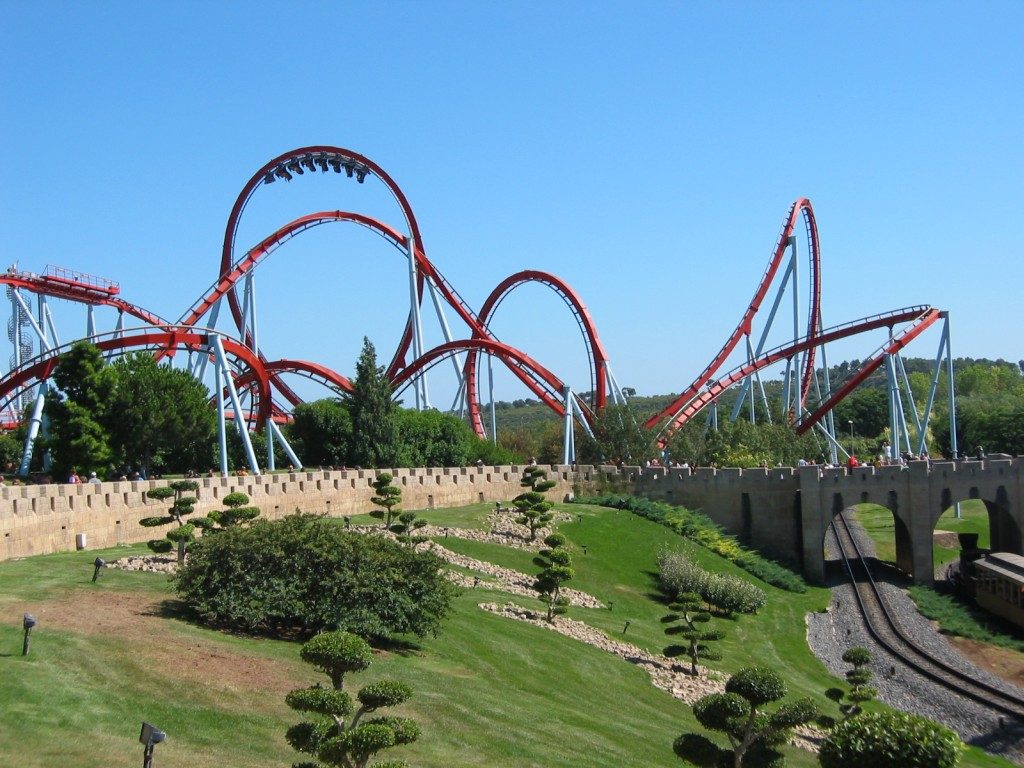
Dragon Khan.

Dragon Khan é uma montanha-russa situada no parque de diversões Port Aventura em Tarragona na Espanha.

## História
Inaugurada em 5 de fevereiro de 1995, tinha o recorde de montanha com mais inversões. Tem 47 metros de altura e 1.270 metros de comprimento.

## Ficha técnica
- Montanha Russa: Dragon Khan
- Parque de Diversões: Port Aventura (Tarragona Espanha)
- Classificação: Montanha Russa
- Tipo: Aço - Sentada
- Situação: Em operação desde 5 de fevereiro de 1995
- Arquiteto: Ingenieur Büro Stengel GmbH
- Extensão: 1269.5 m
- Altura: 45.1 m
- Queda: 49.1 m
- Inversões: 8
- Velocidade: 104.6 km/h

## Imagens

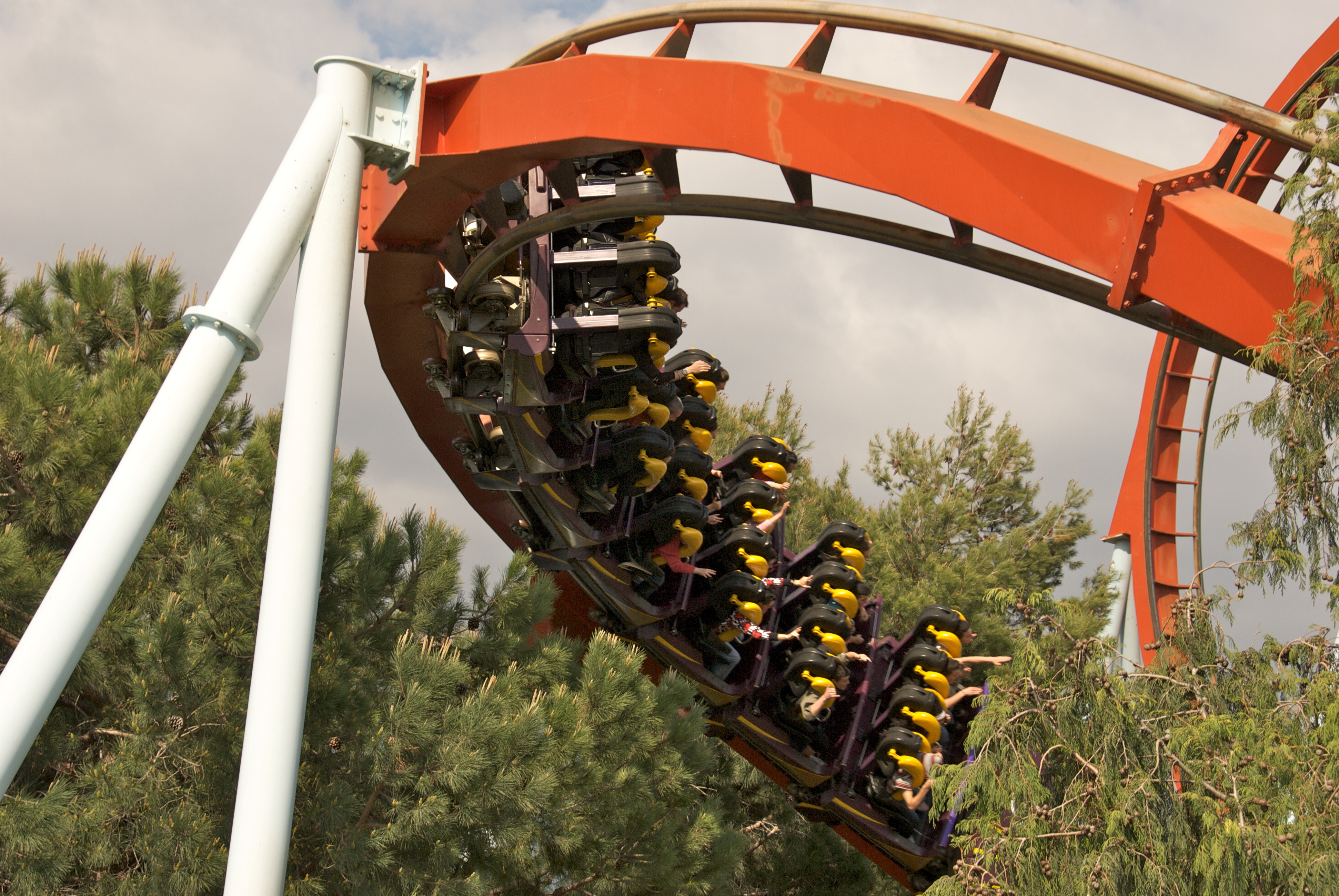
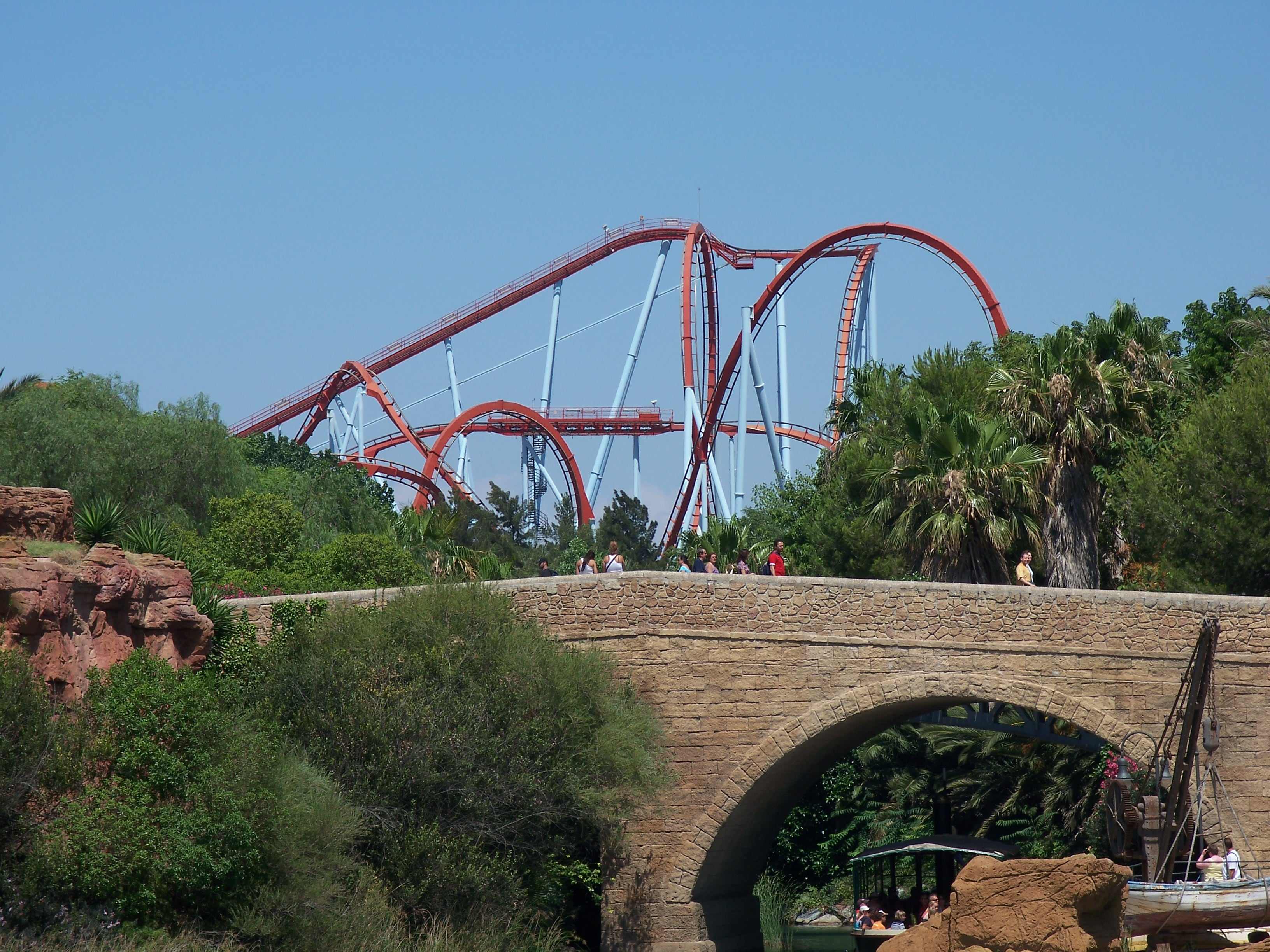
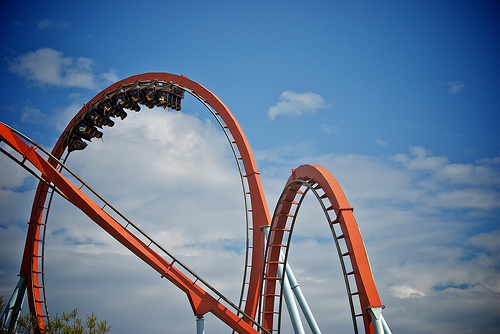